# Hydrellia laticapsula
Hydrellia laticapsula är en tvåvingeart som beskrevs av Deonier 1993. Hydrellia laticapsula ingår i släktet Hydrellia och familjen vattenflugor. Inga underarter finns listade i Catalogue of Life.